# Bruyères-le-Châtel
Bruyères-le-Châtel település Franciaországban, Essonne megyében. Lakosainak száma 3738 fő (2022. január 1.). Bruyères-le-Châtel Marcoussis, Breuillet, Égly, Fontenay-lès-Briis, Ollainville és Saint-Maurice-Montcouronne községekkel határos.

## Népesség
A település népességének változása:
| Lakosok száma | 3445 | 3308 | 3356 | 3302 | 3399 | 3497 | 3594 | 3584 | 3738 |
|               | 2013 | 2015 | 2016 | 2017 | 2018 | 2019 | 2020 | 2021 | 2022 |